# لیزا موذنی
لیزا مؤذنی (انگلیسی: Lisa Moazzeni؛ زادهٔ ۵ فوریهٔ ۱۹۹۲) بازیکن فوتبال اهل سوئد است.
از باشگاه‌هایی که در آن بازی کرده‌است می‌توان به دیوری گردن اشاره کرد.